# Hochfelden, Bas-Rhin
Hochfelden là một xã thuộc tỉnh Bas-Rhin trong vùng Grand Est đông bắc Pháp.